# Cymburgis mazóviai hercegnő
Piast Cymburgis vagy Mazóviai Cymburgis (németül: Cimburgis von Masowien, lengyelül: Cymbarka mazowiecka), más névváltozata alapján Cimburga vagy Zimburgis (Varsó, 1394 vagy 1397 – Türnitz, 1429. szeptember 28.) a Piast-dinasztia mazóviai ágából származó mazóviai hercegnő, IV. Siemowit mazóviai herceg és Alexandra litvániai hercegnő második leánya, aki II. Ernő osztrák herceggel kötött házassága révén Belső-Ausztria hercegnéje 1412 és 1424 között. Gyermekei között ott van egy későbbi német-római császár, Frigyes herceg, valamint egy későbbi uralkodó osztrák főherceg, Albert herceg is.

## Házassága és gyermekei
Cymburgis a Habsburg-házból származó II. Ernő osztrák herceg második felesége lett. Ernő III. Lipót osztrák herceg és Viridis Visconti milánói hercegnő harmadik fia volt. Házasságukra 1412. január 25-én került sor Zsigmond császár és király rezidenciáján, Budán. Kapcsolatukból kilenc gyermek született, melyek közül négy érte meg a felnőttkort. Gyermekeik:
- Frigyes herceg (1415. szeptember 21. – 1493. augusztus 19.) később német-római császár.
- Margit hercegnő (1416 körül – 1486. február 12.) II. Frigyes szász választófejedelem felesége lett.
- Albert herceg (1418. december 18. – 1463. december 2.) apját követően osztrák herceg majd főherceg.
- Alexandra hercegnő (? – 1420) gyermekként meghalt.
- Rudolf herceg (? – 1424) gyermekként meghalt.
- Lipót herceg (? – 1424) gyermekként meghalt.
- Katalin hercegnő (1424 – 1493. szeptember 11.) feleségül ment I. Károly badeni őrgrófhoz.
- Anna hercegnő (? – 1429. november 11.) gyermekként meghalt.
- Ernő herceg (? – 1432. augusztus 10.) gyermekként meghalt.

## Titulusai

### Címei
Születése jogán:
- mazóviai hercegnő

Belső-Ausztria hercegnéje mint Mazóviai Cymburgis: 1412. január 25. – 1424. június 10.

## Fordítás
- Ez a szócikk részben vagy egészben  a   Cimburgis von Masowien című német Wikipédia-szócikk fordításán alapul.  Az eredeti cikk szerkesztőit annak laptörténete sorolja fel. Ez a jelzés csupán a megfogalmazás eredetét és a szerzői jogokat jelzi, nem szolgál a cikkben szereplő információk forrásmegjelöléseként.